# Abdón Vivas Terán
Abdón Augusto de Jesús Sacramentado Vivas Terán (Mérida, Venezuela, 16 de marzo de 1941) es un político y economista venezolano, apodado "El Catire". Fue dirigente del Partido Socialcristiano COPEI, Diputado al Congreso de la República de Venezuela por COPEI (1974-1989), Ministro del Fondo de Inversiones de Venezuela (1994), Embajador de Venezuela ante Colombia (1994-1996), Gobernador del Distrito Federal (1996-1998) y Senador por el Distrito Federal (1998).

## Juventud

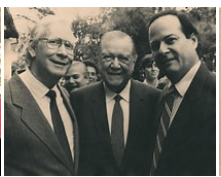
Abdón Vivas Terán, Rafael Caldera y Oswaldo Álvarez Paz.

Desde muy joven se dedicó a la acción política. Supo combinar la tarea política con la formación personal y con las actividades estudiantiles. Al mismo tiempo, tuvo una actuación constante como líder estudiantil preocupado por la situación económico-social y política de su país, y por las reivindicaciones del movimiento estudiantil, en especial durante su estadía en la Universidad Central de Venezuela (UCV). 
Ocupó, durante la década de 1960 altas posiciones en las asociaciones estudiantiles, incluyendo la Vicepresidencia de la Federación del Centro de Estudiantes (FCU) de la Universidad Central de Venezuela (UCV) y desde allí proyectó a todos los niveles de la juventud, y a lo ancho del país, el mensaje de consolidación y mantenimiento de la democracia. Esta tarea la realizó a la par de crear un muro de contención frente al movimiento que, desde la izquierda marxista y castrista, se puso en marcha en las instituciones educativas de Venezuela, en especial en las universidades para utilizarlas como bastión de la Revolución Cubana. En estas tareas tuvo éxitos notables al frente de organizaciones juveniles de la Democracia Cristiana.
Organizó dos Jornadas Internacionales sobre el Pensamiento Comunitario en el Estado Mérida, Venezuela, con el patrocinio de la Facultad de Derecho de la Universidad de los Andes (ULA). Se invitó a expositores de distintos puntos del planeta y durante una semana se reunieron para escucharlos y compartir con ellos sus respectivas visiones acerca de la sociedad por construir. En esas Jornadas actuaron como expositores personajes del mundo intelectual y político, de importancia para la época, como: Radomiro Tomic, Luis Herrera Campíns, Claudio Huepe, Milton Granados, Lino Rodríguez Arias Bustamante, Jaime Castillo Velasco, Emilio Máspero, George Birdeau e Ivan Ivecovich (de Yugoslavia) y, Abdón Vivas Terán expuso su tesis sobre economía autogestionaria. Estas Jornadas ocurrieron durante 1973 y 1975. Se editaron las ponencias en dos libros. 

## Formación académica

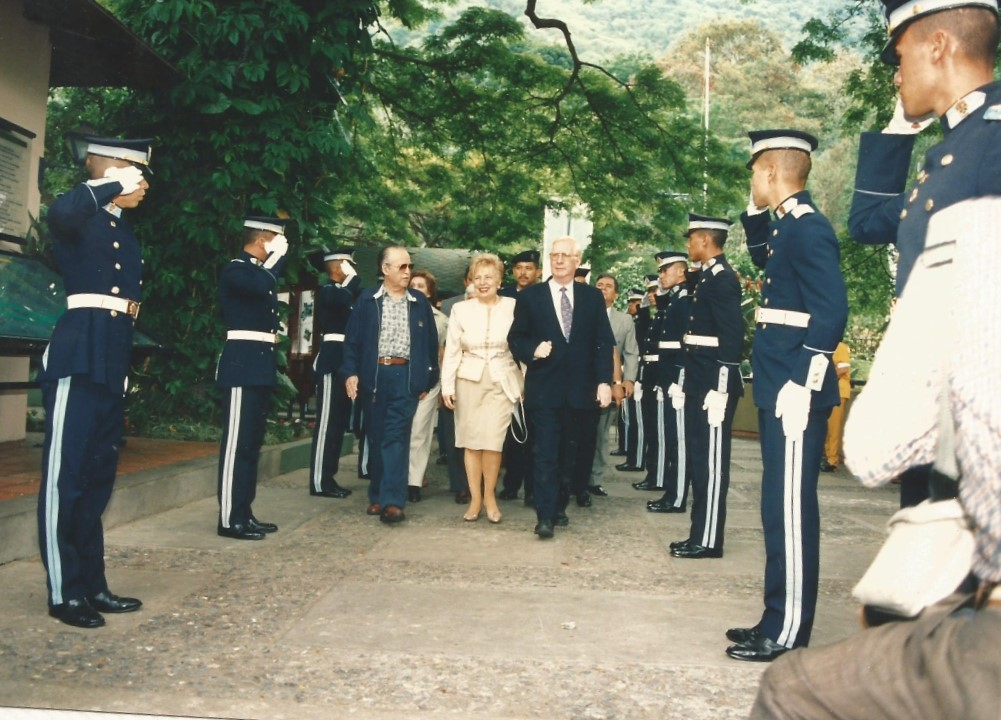
Abdón Vivas Terán Gobernador del Distrito Federal de Venezuela (1996-1998).

Cursó estudios en el Liceo Simón Bolívar, en San Cristóbal (Estado Táchira, Venezuela). Durante los años 1957-1960 fue líder juvenil político en el liceo; junto a sus compañeros, organizó la Junta Revolucionaria Copeyana (JRC) y ganó siempre la dirección del Centro de Estudiantes, del cual fue su Secretario General. Además, participó en la creación de un periódico impreso que circulaba todas las semanas y que se llamó Antorcha Liceísta, dirigido por Manuel Castro Contreras, con quien tuvo una amistad que duró toda la vida; el periódico fue un éxito. Terminó su bachillerato en el Liceo Simón Bolívar en 1960. 

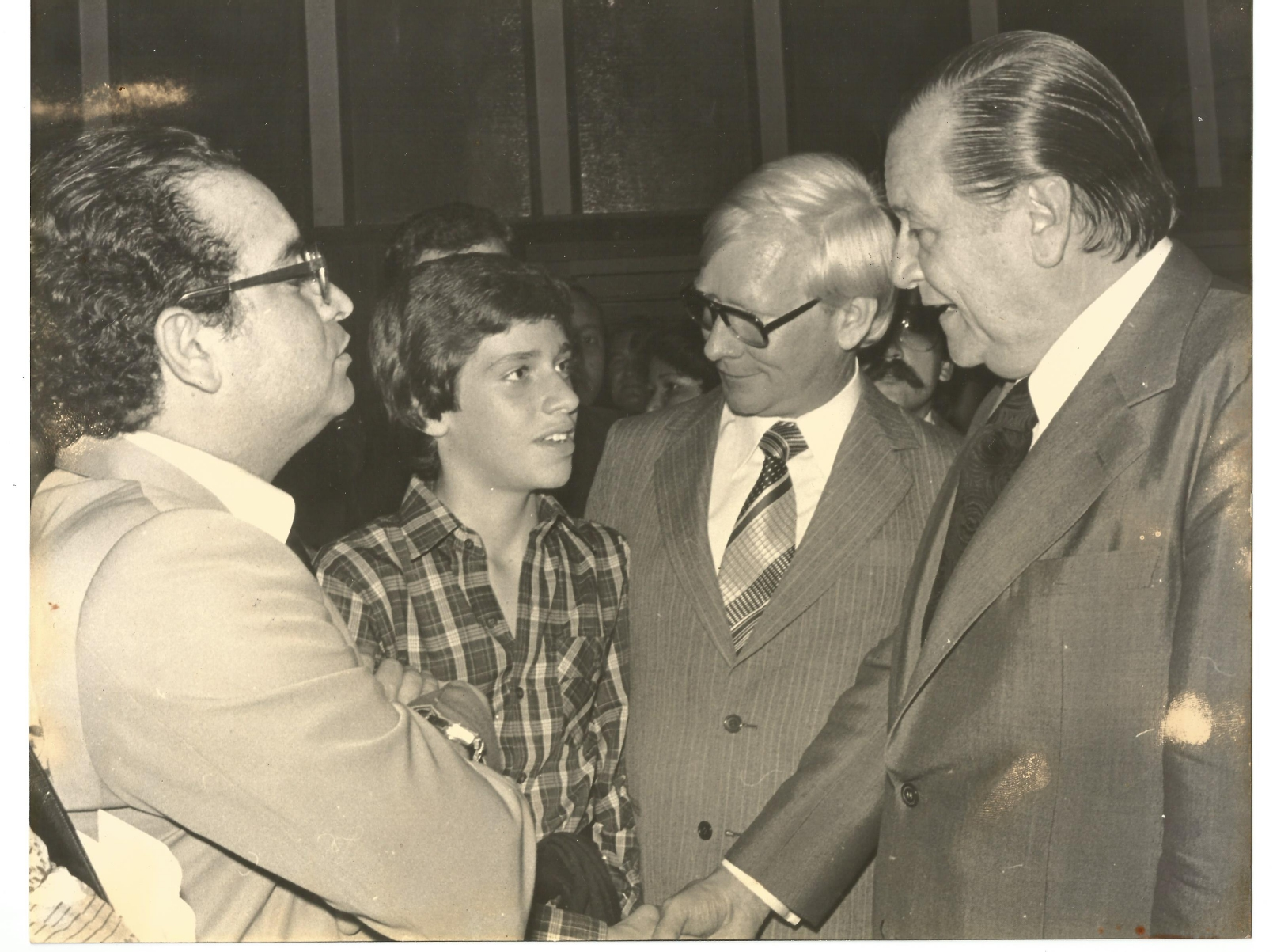
Abdón Vivas Terán, Abdón Vivas Eugui (hijo), Rafael Caldera y Alfredo Peña.

Vivas Terán egresó como Economista de la Universidad Central de Venezuela (UCV) el 12 de agosto de 1966. Cursó numerosos estudios de postgrado que incluyen una Maestría en Desarrollo Económico otorgada por el Center for Development Economics de Williams College y un Doctorado en Ciencias Políticas (Summa Cum Laude) por la Universidad Complutense de Madrid.

## Carrera política

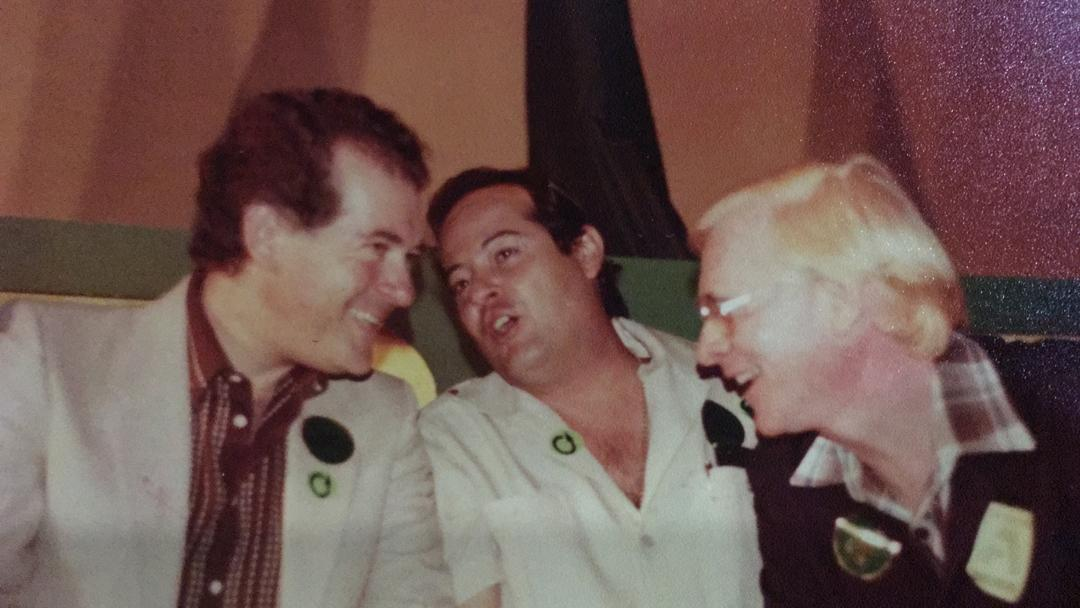
Eduardo Fernández, Oswaldo Álvarez Paz y Abdón Vivas Terán.

Desde su juventud se incorpora al Partido Socialcristiano Copei. Su primera acción política transcurrió como Secretario General de la Juventud Revolucionaria Copeyana (JRC) en el Estado Táchira, Venezuela, y de allí a la Secretaría General Nacional de la misma JRC. También fue miembro del Comité Nacional de COPEI durante varios lustros.  
En el año 1963 fue elegido diputado a la Asamblea Legislativa del Estado Táchira. Al inicio del primer gobierno de Rafael Caldera (1969-1974) es designado Director de la Corporación Venezolana de Fomento. En 1973 es elegido como Diputado ante el Congreso Nacional del Estado Táchira, sus electores lo reeligen para el cargo durante cuatro periodos consecutivos. En 1984 es designado por sus compañeros del Grupo Parlamentario Socialcristiano ante el Congreso de la República de Venezuela como Presidente del Grupo. Toma parte activa en la campaña para la segunda elección de Rafael Caldera como Presidente; es designado como Gobernador del Distrito Federal para el periodo 1996-1998, y en 1998 es elegido Senador por el Distrito Federal de Venezuela. 

### Convergencia
Según Pablo Medina, el 1 de enero de 1992 se reunió con Chávez, Arias y Kléber para discutir la conformación de una Junta de Gobierno tras el 4F, integrada por cinco civiles y cuatro militares, entre otros, José Vicente Rangel, Abdón Vivas Terán, Andrés Velásquez, Luis Miquilena y Manuel Quijada.

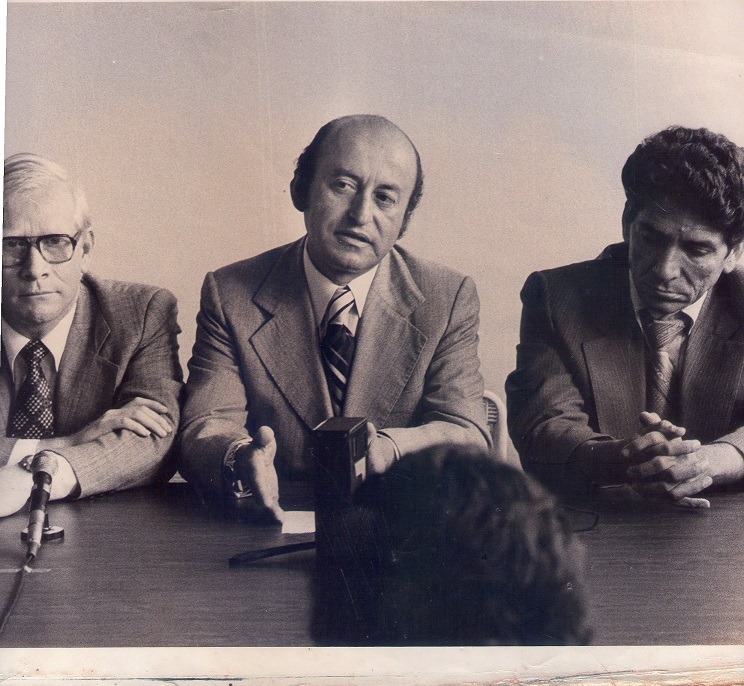
Abdón Vivas Terán, Rodolfo José Cárdenas y Rafael Hernández.

En la crisis de la ruptura que experimentó el Partido Socialcristiano Copei en 1992 se alineó al lado de Rafael Caldera. Participó en la fundación de un nuevo movimiento político que recibió la denominación de Convergencia y que se creó con el propósito de unificar fuerzas al lado del Ex-Presidente Caldera y de prepararse ideológica y políticamente para la próxima campaña electoral que estaba cercana. Rafael Caldera lo designó como su Coordinador de Estrategia en esa campaña que finalizó con la victoria del ya experimentado y conocido mandatario. Ya en la presidencia, Rafael Caldera lo designó en varias posiciones. De esta manera, se desempeña como Ministro del Fondo de Inversiones de Venezuela (1994), Embajador de Venezuela ante Colombia (1994-1996) y Gobernador del Distrito Federal (1996-1998).

## Docente

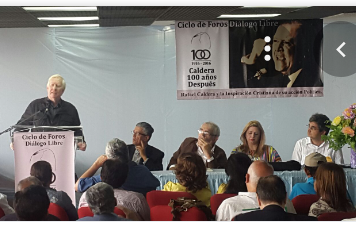
Foro sobre el Centenario de Rafael Caldera.

Abdón Vivas Terán ha dedicado parte de su vida a la actividad docente. Durante muchos actos ejerció como profesor del Seminario "Problemas de la Economía Venezolana" en la Escuela de Administración de la Universidad Central de Venezuela (UCV). En esta misma casa de estudios fue profesor de Teoría Económica I, II y III en la Escuela de Economía. Desde 1972 a 1976 fue Director del Seminario sobre Política Petrolera CEPES (ya extinto) de la Universidad Católica Andrés Bello. Tuvo la oportunidad de participar como conferencista invitado del Instituto de Altos Estudios de la Defensa Nacional (IAEDEN) y de la Escuela Superior del Ejército en diversas oportunidades, de la misma forma ha participado en otros seminarios, conferencias y foros en universidades nacionales y extranjeras.[cita requerida]

## Pensamiento político

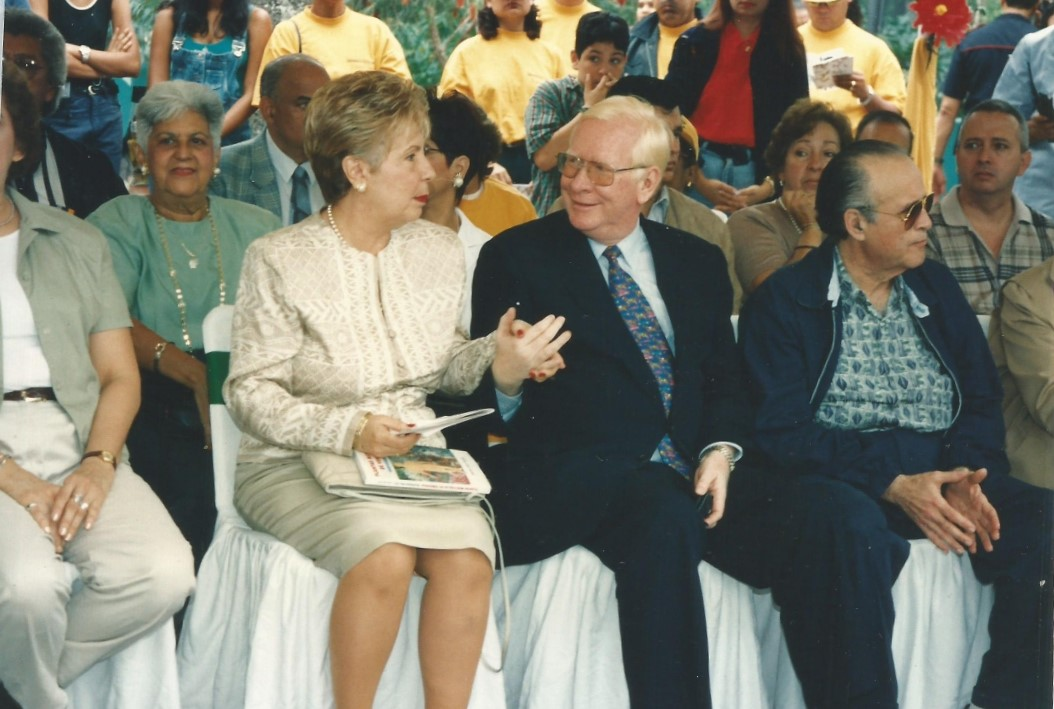
Abdón Vivas Terán y su esposa Yolanda Eugui. Gobernación del Distrito Federal.

Se incorporó a la política desde muy joven (1958), siempre bajo la idea de que había un camino para la transformación de la sociedad en el ideario del pensamiento social cristiano de avanzada. En el caso de Vivas Terán es una constante la referencia a su actuación en el campo de la creación político-ideológica, que siempre ha situado en el territorio del pensamiento social-cristiano. 

De derecha a izquierda, el Embajador Juan José Monzant, Gehard Cartay (escritor y líder socialcristiano), José Napoleón Duarte (Presidente de El Salvador), Abdón Vivas Terán y Leopoldo Castillo (entonces Embajador de Venezuela ante El Salvador) y Marcos Villasmil (líder de la Democracia Cristiana).

Cabe hacer referencia al debate ideológico que se escenificó en COPEI durante los años 1962 en adelante, entre las corrientes llamadas "araguatos, avanzados y astronautas". Por cierto, hay un libro que lleva ese nombre de Dinorah Carnevali de Toro (1992): Araguatos, avanzados y astronautas: COPEI, conflicto ideológico y crisis política de los años 60.